# Nyctimene sanctacrucis
Nyctimene sanctacrucis là một loài động vật có vú trong họ Dơi quạ, bộ Dơi. Loài này được Troughton mô tả năm 1931.